# Hexenschuss

Hervorgehoben sind die fünf Wirbelkörper der Lumbalregion

Unter einem Hexenschuss, veraltet auch Albschoss/Alpschoss  oder Mahrschuss, versteht die volkstümliche Sprache einen plötzlich auftretenden, stechenden und anhaltenden Schmerz, insbesondere im Lendenwirbelbereich mit nachfolgenden Bewegungseinschränkungen. Fachsprachlich heißt es Lumbalgie, Lumbago oder lokales Lumbalsyndrom (von lateinisch lumbus ‚Lende‘).
Andere volkstümliche Begriffe lauten: Beinschuss, Geschoss, Hexenstich, Lendenübel, Schuss oder Speer.
Lumbago umfasst dabei nicht nur den akuten Hexenschuss (mit seinem plötzlichen Beginn und schnellen Verschwinden), sondern alle Beschwerden, die auf degenerative und funktionelle Störungen der lumbalen Wirbelsäule zurückzuführen sind und deren Symptomatik vor allem auf den Lumbalbereich beschränkt ist. Dazu gehören auch chronisch rezidivierende (wiederkehrende) Kreuzschmerzen, wie zum Beispiel beim Lendenwirbelsäulensyndrom.

## Ursache
Als Ursache des Hexenschusses wird eine Muskelverhärtung nach ruckartiger oder ungeschickter Bewegung oder nach falschen oder überhöhten Belastungen genannt. Er wird durch eine unterentwickelte Rückenmuskulatur und damit einhergehende funktionelle Instabilitäten und Überlastungen begünstigt.
Werden durch Wirbelsäulenverengungen, sei es durch einen Bandscheibenvorfall oder eine knöcherne Enge (Stenose), die Spinalnerven eingeengt oder gequetscht (Spinale Stenose), so kann es zu einer in die Beine ausstrahlenden Schmerzsymptomatik kommen (Lumboischialgie). Landläufig spricht man dann von einem Ischiassyndrom, das den Ischiasnerv meint, wobei dieser als peripherer Nerv nicht in der Wirbelsäule vorkommt und daher auch nicht betroffen ist. Komprimiert werden die davor geschalteten Spinalnerven. Auch ist nicht jede Beinausstrahlung radikulär, das heißt, von den Nervenwurzeln der Spinalnerven ausgelöst, sondern zumeist pseudoradikulär bedingt, im Sinne einer vielfältigen Schmerzausstrahlung von Gelenkfacetten, der Bandscheibe und der Rückenmuskulatur.
In der manuellen Medizin (Chirotherapie, Osteopathie) werden Blockierungen (Blockaden, Verschiebungen, Subluxationen) in einem der beiden Iliosakralgelenke als Ursache für den Hexenschuss angesehen. Die manualmedizinische Behandlung besteht in einer Mobilisation (Mobilisierung, Deblockierung, Manipulation, „Einrenken“, „Knochenbrechen“, „Einrücken“) des „ausgerenkten“ Gelenks. Diese Blockierungen sind mit diagnostischen, bildgebenden Verfahren nicht nachweisbar. Bei der orthopädischen Untersuchung findet man beim Seitenvergleich jedoch regelmäßig das sogenannte Vorlaufphänomen.
Während eine unspezifische Lumbalgie/LWS-Syndrom sehr häufig ist, sind „spezifische“ Schmerzen der Lendenwirbelsäule selten, bei denen eine spinale Ursache vorliegt. In einer australischen Beobachtungsstudie an über tausend Patienten, die sich beim Hausarzt wegen Lendenwirbelsäulenschmerzen vorstellten, fanden sich nur 0,9 % andere Ursachen, meist Wirbelkörperbrüche oder Bandscheibenvorfälle.
Bei der Anamnese können Hinweise auf eine spezifische Ursache der Rückenschmerzen gefunden werden, was weitere Diagnostik notwendig macht, u. U. Röntgenaufnahmen, Computertomographie oder Kernspintomographie, während dies bei unspezifischen Rückenschmerzen nicht indiziert ist. Hinweise auf eine spezifische Diagnose sind vor allem ein aktuelles Unfallereignis, Krebs in der Vorgeschichte, intravenöser Drogenmissbrauch, langanhaltende Kortisontherapie, Immunschwäche, Fieber oder ungeklärter Gewichtsverlust.
Bei älteren Menschen (über 70 Jahre), Unfall in der Anamnese, vor allem Sturz, und langanhaltender Kortisontherapie besteht bei plötzlichen Rückenschmerzen eine hohe Wahrscheinlichkeit für einen Wirbelkörperbruch.
Neben spinalen Ursachen können auch nichtspinale Ursachen für Rückenschmerzen verantwortlich sein, vor allem Hüftprobleme, Erkrankungen im Beckenbereich wie Prostatitis, Nierenerkrankungen oder Endometriosen, Gefäßprobleme wie zum Beispiel ein Aortenaneurysma oder systemische Erkrankungen.

## Symptome
Die typischen Symptome sind starke Schmerzen beim Aufrichten aus einer gebeugten Haltung. Die Schmerzen sind oft positionsabhängig. Zudem kommt es zu einer Verspannung der Rückenmuskulatur und zu Bewegungseinschränkungen im Rückenbereich. Ist die Brustwirbelsäule betroffen (Brustwirbelsäulensyndrom), kann auch die Atmung beeinträchtigt sein. Der Hexenschuss ist schmerzhaft, aber in der Regel harmlos. Folgende Symptome weisen jedoch auf möglicherweise schwerwiegendere Ursachen hin:
- Taubheitsgefühle
- Lähmungen
- Schwierigkeiten beim Wasserlassen beziehungsweise Stuhlgang
- Ausstrahlen der Beschwerden in andere Körperbereiche

## Therapie
In der Regel ist keine medizinische Therapie erforderlich, der Hexenschuss verschwindet nach einigen Tagen oft von selbst. Trotzdem können folgende Mittel schmerzlindernd wirken:
Schmerzmittel
Bei starken Beschwerden können Schmerzmittel mit entzündungshemmender Wirkung (z. B. Diclofenac oder Ibuprofen) die Beschwerden lindern. Bei frühzeitiger Einnahme werden auch die Verspannung der Muskulatur und damit weitere Beschwerden verhindert. Manchmal helfen auch lokale Schmerzsalben.
Bewegung, Dehnübungen
Bettruhe wird nicht empfohlen; im Gegenteil: lockeres Gehen und Bewegung der verkrampften Muskulatur machen die Wirbel wieder frei und sorgen für eine bessere Durchblutung.
Wärme
Wärmekompressen, Wärmflasche und Wärmesalben entspannen und lockern die Muskulatur. Dies nimmt einige Beschwerden und ermöglicht eine bessere Beweglichkeit.
Früher wurde bei Hexenschuss auch das mittellang wirkende Benzodiazepin Tetrazepam verordnet. Dessen Arzneimittelzulassung wurde 2013 wegen seiner Nebenwirkungen aufgehoben. Es gibt außerdem keine Beweise dafür, dass Muskelrelaxation bei Hexenschuss hilft. Zur Vorbeugung vor weiteren Hexenschüssen werden gezielte Übungen zur Stärkung der Rückenmuskulatur nach der Genesung empfohlen.

## Kuriosa

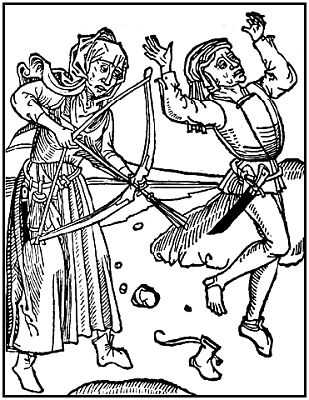
Spätmittelalterliche Darstellung eines Hexenschusses (um 1490)

Der Begriff Hexenschuss verdeutlicht die mittelalterliche und frühneuzeitliche Vorstellung, dass Krankheiten von übernatürlichen Wesen (z. B. Hexen, Alben, Elfen) einem Menschen mittels eines Pfeilschusses zugefügt werden.
- So wurde 1655 Anna Freese vor dem Rat der Stadt Hildesheim von dem Sekretarius Justus Deventer wegen Zauberei angeklagt und auch eine Juristenfakultät eingeschaltet, denn seine Magd habe vor dem Haus fegen wollen, als sie plötzlich kein Glied am Leibe mehr habe rühren können; Arme und Beine seien ihr „gleichsam schlafend worden“, unmittelbar nachdem sie sich nach dem Besen, der „von sich selber umgefallen sei“, gebückt habe.[14]
- Karl May lässt in seinem Roman Der Sohn des Bärenjägers den Westmann Hobble-Frank einen Hexenschuss wie folgt beschreiben: „Das heeßt nämlich nich Hüftenschuß, sondern Hexenschuß. Wer den bekommt, der geht sehre gebückt und lahm, denn es liegt ihm jämmerlich im Kreuze und in den Hüften, aber trotzdem ist der Ausdruck Hüftenschuß een orthographisch-medizinisch ganz falscher.“[15]
- Unter der Regie von Franz Josef Gottlieb entstand 1987 die TV-Komödie Der Hexenschuss unter anderem mit den Schauspielern Susanne Uhlen, Hans Clarin, Helmut Fischer und Beppo Brem.
- Der heilige Laurentius gilt als Schutzpatron der schmerzgeplagten Patienten.